# Реїльйо
Реїльйо (ісп. Reíllo) — муніципалітет в Іспанії, у складі автономної спільноти Кастилія-Ла-Манча, у провінції Куенка. Населення — 116 осіб (2010).
Муніципалітет розташований на відстані близько 170 км на схід від Мадрида, 30 км на південний схід від Куенки.

## Демографія
Шаблон:Демографія/ESP/Reillo

## Галерея зображень

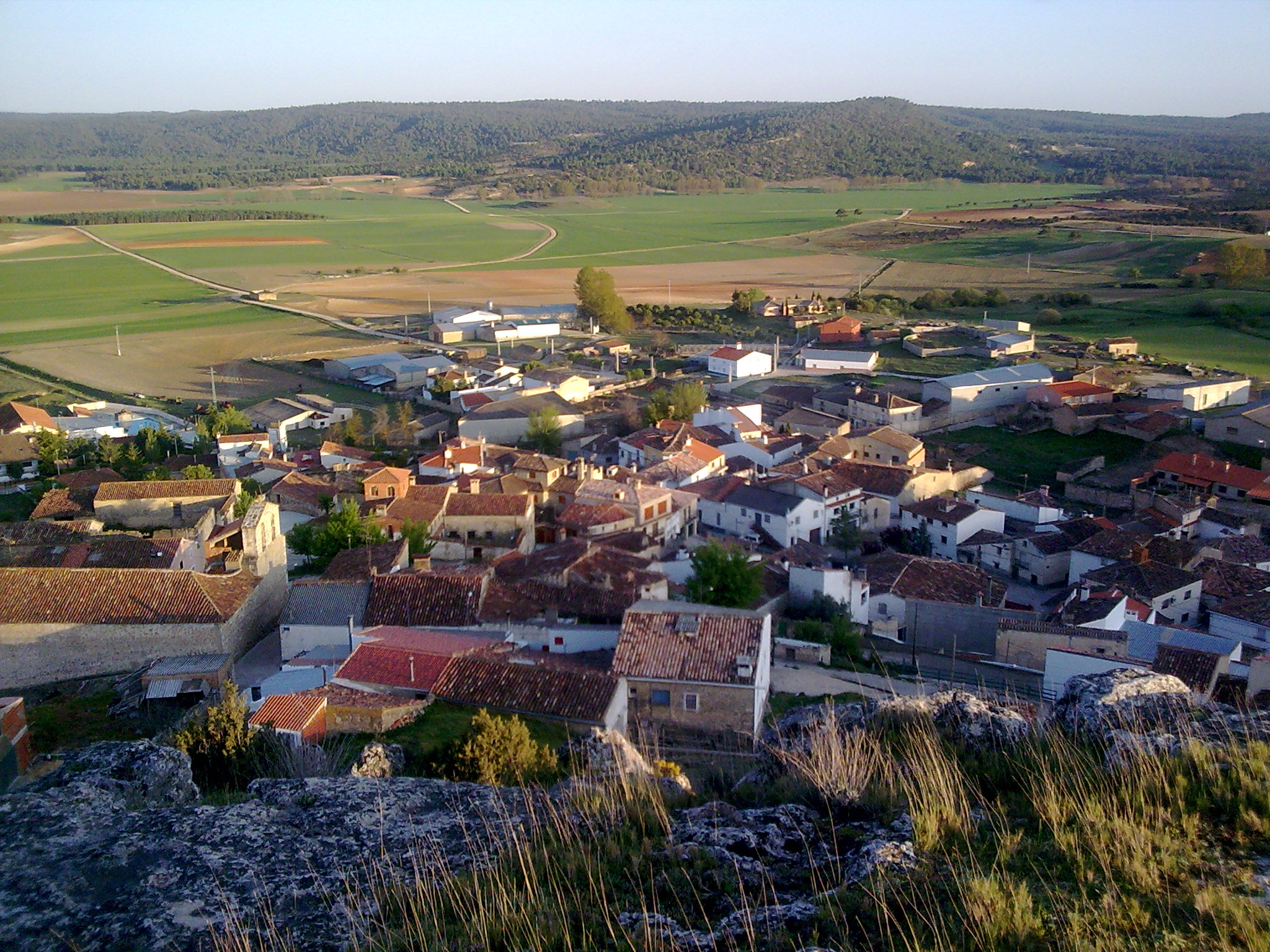
Панорама
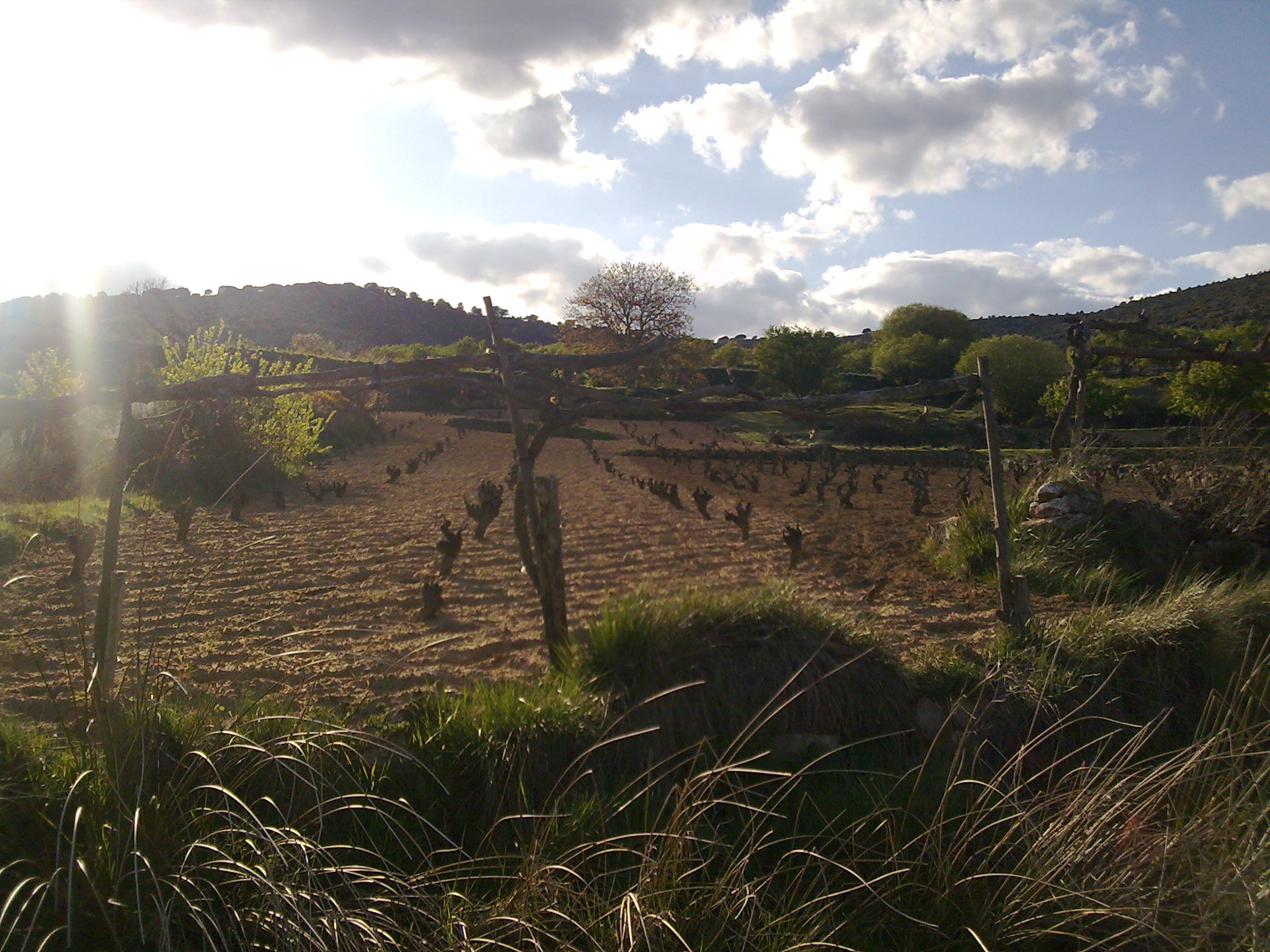
Типовий пейзаж у Реїльйо